# Mara Colla
Mara Colla (Collecchio, 31 gennaio 1950) è una politica italiana.

## Carriera
Esponente del Partito Socialista Italiano, già consigliera comunale dal 1985, è stata il primo sindaco donna di Parma dal 1989 al 1992; rimase poi in consiglio comunale fino al 1994. 
Dal 1995 al 2022 è stata presidente di Confconsumatori; dal termine del suo ultimo mandato è presidente onorario della stessa associazione.